# Tlen Huicani

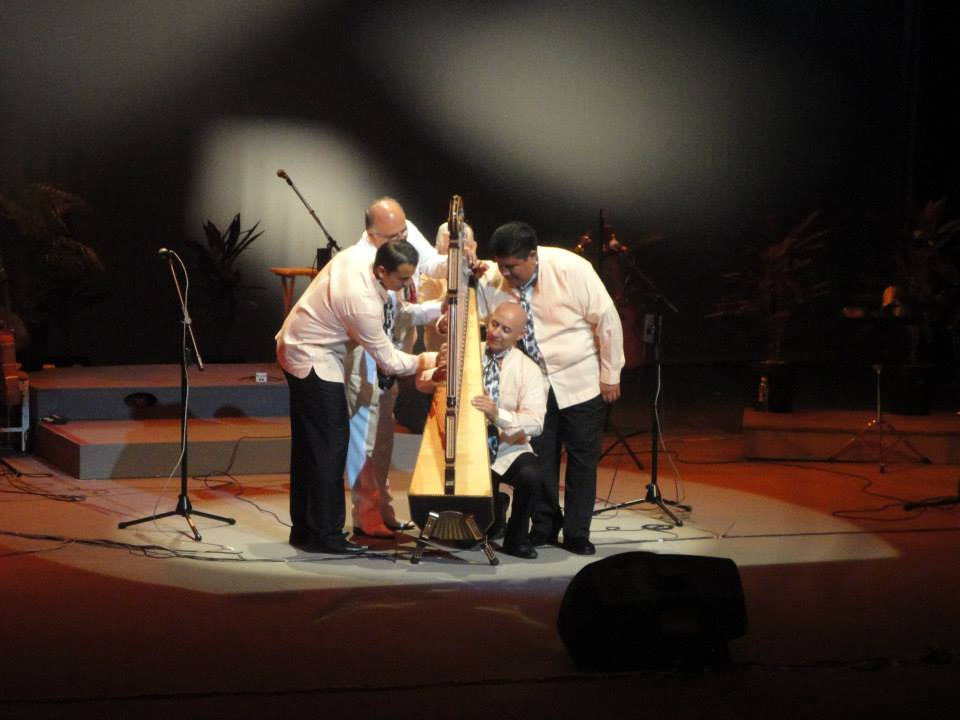
Tlen Huicani spielen „El Balajú“ bei ihrem Konzert zum 40-jährigen Bandjubiläum

Tlen Huicani ist eine Folklore-Gruppe aus dem mexikanischen Bundesstaat Veracruz, deren Name aus dem Nahuatl stammt und Die Sänger bedeutet.

## Geschichte
Die Gruppe wurde 1973 gegründet und spielt mexikanische Volkslieder, bevorzugt aus dem Bundesstaat Veracruz. Zu ihrem Repertoire gehören unter anderem La Bamba, La Bruja und La Malagueña.
Ihren ersten Auftritt hatte die Gruppe am 12. September 1973 im Staatstheater von Xalapa, der Hauptstadt von Veracruz.
Der Intendant Alberto de la Rosa Sánchez ist das einzige noch verbliebene Gründungsmitglied der ursprünglich aus vier und gegenwärtig aus sechs Mitgliedern bestehenden Band, die im Rahmen internationaler Folklore-Festivals in einer Vielzahl von Ländern in verschiedenen Kontinenten aufgetreten ist. Im deutschsprachigen Raum trat die Band bereits in Köln und Aachen (Deutschland) sowie in Genf (Schweiz) auf. Weitere europäische Länder, in denen Tlen Huicani bereits auftraten, sind Belgien, England, Frankreich, Italien, Niederlande und Spanien.